# Bernard Baissat
Bernard Baissat, né le 5 mars 1943 à Nabeul en Tunisie, est un journaliste, réalisateur de télévision, cinéaste, pacifiste et libertaire français.

## Biographie
Après avoir été professeur d'italien et de lettres françaises, Bernard Baissat quitte l’enseignement en 1966, pour devenir journaliste à l’ORTF (station régionale de télévision de Dijon) et travaille sous la direction de Pascal Copeau.
En 1967, il devient assistant réalisateur de télévision à Paris, à l’information puis à la télévision scolaire. Il fait notamment des émissions sur l’économie avec le syndicaliste Jacques Delors.
En 1968, après avoir participé aux événements de Mai, il part comme réalisateur pour la télévision éducative au Niger où il reste 2 ans. Souhaitant poursuivre son travail en Afrique, il occupe ensuite un poste de réalisateur/formateur à Bouaké, en Côte d’Ivoire, pendant 4 ans.
En 1974, l’Agence de coopération culturelle et technique de la francophonie le nomme responsable d’un projet de télévision francophone au Liban. Directeur de Vidéo Liban pendant 2 ans, il doit cesser son activité au début de la guerre civile.
En 1976, de retour en France, il travaille comme réalisateur pour FR3. Il y réalise de nombreux reportages et collabore à la nouvelle émission destinée aux populations étrangères Mosaïque produite par l'Agence pour le développement des relations interculturelles jusqu’en 1981. Il devient également formateur à l'INA.
Il choisit le statut de réalisateur intermittent du spectacle pour pouvoir travailler sur différentes chaînes et dans différentes émissions. Ce statut lui permet de réaliser aussi, à l’extérieur de la télévision, des films plus personnels.
À partir de 1980, il réalise et produit des documentaires, dont la série Écoutez..., où il trace les portraits de personnalités libertaires et pacifistes comme André Claudot, Jeanne Humbert, Eugène Bizeau, May Picqueray, Marcel Body, Aguigui Mouna, Robert Jospin, René Dumont, Serge Utgé-Royo et André Bösiger.
En 1987, il tourne un documentaire sur Le Canard enchaîné à l'occasion des 70 ans du journal satirique hebdomadaire.
En 2000, toujours intéressé par les nouvelles possibilités de production et de diffusion, il collabore pendant deux ans à l’aventure européenne de CanalWeb, télévision par internet, en produisant et réalisant une cinquantaine d’émissions d’histoire sociale avec des historiens de la Sorbonne, du CNRS (équipe du Maitron) et des historiens étrangers.
En 2007, sa rencontre avec un historien responsable des archives de Nouvelle-Calédonie lui donne l’idée de monter des films à partir des nombreuses heures de rushes inédites de ses archives personnelles. Ces films sont destinés aux étudiants, aux chercheurs et à tous ceux qui s'intéressent à l'histoire de la Nouvelle-Calédonie.
Depuis 2009, pour actualiser les projections de ses films anciens, il réalise des films courts sur les thèmes de l'amitié, de la solidarité et de la résistance.
Depuis 2010, il développe ses idées pacifistes et libertaires dans le journal et les émissions radio Si Vis Pacem (Radio libertaire) de l'Union pacifiste de France.

## Filmographie

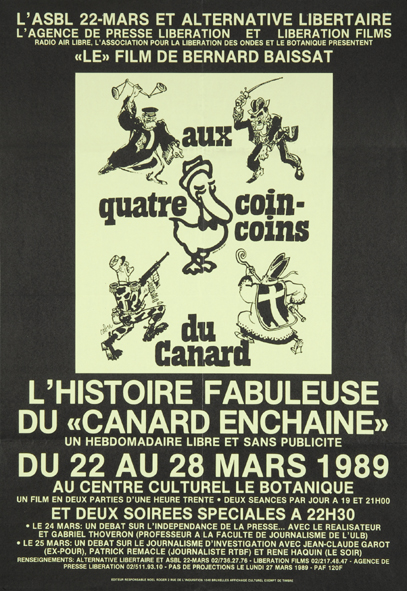
A l'occasion d'une série de projections à Bruxelles, en 1989, une affiche réalisée par Alternative Libertaire.

- 1978 - Écoutez Claudot, peintre engagé, 16 mm, 52 min, Prix qualité Centre national du cinéma et de l'image animée.
- 1981 - Écoutez Jeanne Humbert[1], pacifiste libertaire, 16 mm, 57 min, TV Suisse Romande.
- 1981 - Écoutez Bizeau, poète libertaire, en collaboration avec Robert Brécy, 16 mm, 47 min, Prix qualité Centre national du cinéma et de l'image animée.
- 1982 - La Bourse du Travail de Paris, 16 mm, 80 min, avec l’historien Jean Maitron.
- 1983 - Écoutez May Picqueray[2],[3], pacifiste libertaire, 16 mm, 70 min, TV Suisse Romande, Planète.
- 1984 - Écoutez Marcel Body, vidéo, 55 min
- 1987 - Aux quatre coin-coins du Canard[4], sur le Canard enchaîné, 16 mm, 170 min, FR3, RTBF, TV Suisse, Planète[5].
- 1989 - Écoutez Mouna[6], vidéo, 86 min, Cinéma Saint André des Arts, Planète, consultable au Centre national d'art et de culture Georges-Pompidou, à la BNF et à la Vidéothèque de Paris.
- 1990 - Robert Jospin, pacifiste, vidéo, 78 min
- 1991 - Bernard Clavel, pacifiste, vidéo, 25 min
- 1992 - René Dumont, agronome écologiste, vidéo, 125 min, coproduction La Lanterne/FR3, RTBF.
- 1993 - André Bösiger[7], libertaire jurassien, vidéo, 57 min
- 1993 - Visages du mouvement ouvrier, vidéo, 50 min avec Claude Pennetier du CNRS-Sorbonne.
- 1993 - Moisan, dessinateur, vidéo, 13 min
- 1994 - Exposition du mouvement ouvrier, vidéo, 57 min, avec Claude Pennetier du CNRS.
- 1995 - Gens de métier, métiers de la radio et de la télévision, vidéo, 47 min, INA.
- 1996 - Marinière, la vie d’à bord, vidéo, 55 min, RTBF, TV Cable.
- 1997 - Harley, mon amour, portrait de bikers, vidéo, 53 min
- 1999 - Écoutez Serge Utgé-Royo[8], chanteur libertaire, vidéo, 58 min, TV cable.
- 2000 - Mireille Jospin, sage-femme, vidéo, 70 min, Les productions de la Lanterne, Télessonne, avec la participation du Centre national de la cinématographie.
- 2001 - Robert Bothereau, syndicaliste, vidéo, 40 min, production CGT-Force Ouvrière.
- 2003 - Companero Jorge Mac-Ginty, médecin chilien compagnon de Salvador Allende, vidéo, 74 min, production Association Bonnes Bobines.
- 2004 - Ils reviennent à l’automne... Tunis 2001, vidéo, 72 min
- 2005 - Jean-Baptiste André Godin, l’homme qui réalisa son utopie[9], industriel fondateur du Familistère de Guise, vidéo, 58 min, TV cable.
- 2006 - La grande tournée outremer du Général de Gaulle, en 1956 le résistant rend visite à ses compagnons d’Outremer, vidéo, 2 × 52 min, RFO.
- 2007/2009 - Archives de Nouvelle-Calédonie, montages d’archives de 1989/1990, témoignages : Jean Chesneaux, Emmanuel Kasarherou, Après les Accords Matignon, Jean-Jacques de Felice, Walles Kotra.
- 2009 - Mounamitiés, les amis de Mouna au cimetière du Père-Lachaise, vidéo, 10 min
- 2010 - Non à toutes les guerres[10], vidéo, 14 min

## Publications
- André Claudot, Lœuilley, 1982[11]
- Avec Yolande Josèphe et Jean-Pierre Thorn, Audiovisuel et mouvement ouvrier, Centre de création industrielle, Centre Georges-Pompidou, 1985[12]

### Sources filmographiques
- JSTOR : Bernard Baissat
- BNF : Filmographie autour de la presse
- Association Bonnes Bobines, voir en ligne
- Recherches sur l'anarchisme, Filmographie de Bernard Baissat
- L'Internaute, Filmographie de Bernard Baissat
- Yonne Lautre, « Bernard Baissat, réalisateur de films documentaires : liste de ses films en libre accès », 31 mars 2013, lire en ligne